# Delosperma carterae
Delosperma carterae är en isörtsväxtart som beskrevs av L. Bol.. Delosperma carterae ingår i släktet Delosperma, och familjen isörtsväxter. Inga underarter finns listade i Catalogue of Life.